# Dimetil disolfuro
Il disolfuro di metile (DMDS) è un composto organico con la formula molecolare CH3SSCH3, che è il disolfuro più semplice. È un liquido infiammabile con un odore sgradevole, simile all'aglio.

## In natura
Il dimetil disolfuro è un diffuso composto odorifero naturale emesso da molte fonti come batteri, funghi, piante e animali. È un prodotto di ossidazione del metantiolo nell'aria. Insieme al dimetil solfuro e al dimetil trisolfuro è stato confermato come uno dei composti volatili emessi dalla pianta che attira le mosche note come helicodiceros muscivorus. Queste mosche sono attratte dall'odore, simile a quello della carne marcescente, e quindi aiutano a impollinare questa pianta.
Il dimetil disolfuro può essere prodotto dall'ossidazione del metantiolo, ad esempio con lo iodio:
{\displaystyle {\ce {2CH3SH\ +\ I2->CH3SSCH3\ +\ 2HI}}}
oppure può essere ottenuto facendo reagire il metantiolo con lo zolfo elementare:
{\displaystyle {\ce {2CH3SH\ +\ S->CH3S\ -\ SCH3\ +\ H2S}}}

## Reazioni chimiche
Reazioni importanti includono la clorurazione che dà cloruro di metansolfenile (CH3SCl), cloruro di metansolfinile (CH3S(O)Cl), e cloruro di metansolfonile (CH3SO2Cl) così come l'ossidazione con perossido di idrogeno o acido peracetico che dà il tiosulfinato metil metanotiosolfinato (CH3S(O)SCH3).

## Usi
Il dimetil disolfuro è usato come additivo alimentare nelle cipolle, nell'aglio, nel formaggio, nella carne, nelle zuppe, negli aromi salati e negli aromi della frutta. A livello industriale, il dimetil disolfuro viene utilizzato nelle raffinerie di petrolio come agente solforante. Il dimetil disolfuro è anche un efficace fumigante del suolo in agricoltura, registrato in molti stati degli Stati Uniti e nel mondo. In questa veste, il dimetil disolfuro è un'importante alternativa in sostituzione del bromuro di metile, che è in fase di eliminazione, ma meno efficace del primo. Questo pesticida è commercializzato da Arkema.

### Uso industriale
Il dimetil disolfuro è un liquido giallo pallido stabile che funziona come un prodotto efficace per la solforazione di catalizzatori di idrotrattamento grazie al suo alto contenuto di zolfo e alla bassa temperatura di decomposizione. La maggior parte delle raffinerie utilizza il dimetil disolfuro al posto di altri agenti additivi dello zolfo per la solforazione del catalizzatore perché contiene più zolfo per chilogrammo del dimetil solfuro (DMS) o del di-terz-butil polisolfuro (TBPS). Una volta iniettato nel ciclo di idrotrattamento, il dimetil disolfuro si decompone per formare acido solfidrico (H2S). L'acido solfidrico reagisce con gli ossidi metallici sul catalizzatore, convertendoli nella forma attiva di solfuro di metallo.
Il dimetil disolfuro funziona anche come prodotto efficace per gli operatori del settore petrolchimico che devono proteggere le loro bobine di cracking del vapore dalla formazione di coke e monossido di carbonio.
Il dimetil disolfuro viene utilizzato anche nella preparazione del 4-(metiltio)fenolo che viene utilizzato nella produzione di vari pesticidi. Il dimetil disolfuro e il cloro vengono fatti reagire con fenossido di borotrifluoruro per produrre 4-(metiltio)fenolo. Il tiofene e il dimetil disolfuro sono miscelati con gas combustibile idrocarburico per conferire un odore gassoso al gas combustibile.